# کویوبلی (کوزان)
کویوبلی (به ترکی استانبولی: Kuyubeli) یک منطقهٔ مسکونی در ترکیه است که در قوزان (ترکیه) واقع شده‌است.